# Audiotel
 (janvier 2018).
La marque Audiotel a été créée par France Télécom pour définir les services téléphoniques surtaxés. Depuis 2006, France Télécom n'a plus le monopole de ce type de service qui est offert par de nombreux fournisseurs, comme SFR, groupe Orange, Remmedia ou A6Telecom.

## Tarifs et numéros
Il existe de nombreuses tarifications, selon les numéros. On distingue principalement :
1. les numéros dits « longs », commençant par 08
2. les numéros à 4 chiffres, dits « courts », commençant par 3

Chaque numéro spécial est parfois lié à un numéro géographique : la connaissance de ce dernier permet de s'affranchir du paiement de la surtaxe Audiotel.

### Une pétition contre les numéros surtaxés
Face à ce qui paraissait être une dérive, une pétition nationale demandant « la suppression de la pratique des numéros surtaxés en France et le retour à la tarification géographique », a vu le jour sur Internet en 2007. L’éditeur de cette pétition fut le site Geonumbers, qui proposait, depuis 2005, des numéros géographiques alternatifs aux numéros surtaxés. En juillet 2007, ce site, sous la pression de certaines entreprises, a dû cesser son activité. La pétition, toujours en cours, a rapidement atteint les 100 000 signatures et a été remise à la Présidence de la République le 16 janvier 2008.
Des élus de tout horizon ont participé à cette action, via des propositions de loi visant à réduire l’impact social des numéros surtaxés, et notamment à interdire la surtaxation du temps d’attente, souvent volontiers prolongé.
L’accent avait aussi été mis sur l'article 55 de la loi du 21 juin 2004 , qui déterminait « la liste des services sociaux mettant à la disposition des usagers des numéros d’appels spéciaux accessibles gratuitement, depuis les téléphones fixes et mobiles. » Il s’agit des 08088, prévus à cet effet.
Le décret qui devait permettre l’application de cette loi n’a jamais été publié.
Cette mobilisation, ainsi qu'un rapport de l'Inspection Générale des Finances de juin 2007 épinglant cette pratique des numéros surtaxés, ont pu interpeller les Pouvoirs Publics qui assurent alors que les services téléphoniques des administrations passeront, en 2008, au tarif dit local. Dans un premier temps, les appels seront acheminés par des numéros en 0810, en attendant les numéros en 09, plus intéressants pour les consommateurs.

### La lutte s'organise contre les abus
Certains médias, tels que M6 avec « 100 % Mag » se sont saisis des sujets.
Des sites internet (nonsurtaxe.com, Sanjb.net, numero-non-surtaxe.com, etc.) diffusent des équivalents non surtaxés aux numéros payants. Les internautes peuvent ainsi composer le numéro géographique directement et donc ne plus payer les surtaxes.
Comme les numéros surtaxés français ne sont pas joignables depuis l'étranger, certains services (losalidirect.com, appelerdeletranger.com, etc.) ont ouvert des lignes à l'étranger qui permettent de se connecter facilement à tous les numéros surtaxés français.
Enfin, certains sites comme vite-ma-hotline.com (numéro surtaxé), et jaimeattendre.com proposent des raccourcis et des conseils afin d'écourter au maximum l'attente lors d'un appel,